# Aeolesthes ampliata
Aeolesthes ampliata är en skalbaggsart som beskrevs av Charles Joseph Gahan 1890. Aeolesthes ampliata ingår i släktet Aeolesthes och familjen långhorningar. Inga underarter finns listade i Catalogue of Life.